# Kathrin Mathis
Kathrin Mathis (ur. 9 lipca 1997) – austriacka zapaśniczka startująca w stylu wolnym. 
Zajęła osiemnaste na mistrzostwach Europy w 2019. Trzecia na ME U-23 w 2018 roku. 